# بيدرو إنريكث أورنيا
بيدرو إنريكث أورنيا (بالإسبانية: Pedro Henríquez Ureña) فقيه لغوي وناقد وكاتب دومينيكي ولد في سانتو دومينغو 29 يونيو 1884. ومن أشهر أعماله يوتوبيا أمريكا، ست مقالات في البحث عن التعبير والتيارات الأدبية في أمريكا اللاتينية. اسمه الحقيقي هو نيكولاس فيديريكو إنريكيث. وتوفي في بوينس آيرس 11 مايو 1946.

## روابط خارجية
- بيدرو إنريكث أورنيا على موقع الموسوعة البريطانية (الإنجليزية)